# Yellowstone (řeka)
Yellowstone (anglicky Yellowstone River) je řeka na severozápadě USA ve státech Wyoming, Montana a Severní Dakota. Je dlouhá přibližně 1600 km. Povodí řeky zaujímá přibližně plochu 182 300 km².

## Průběh toku
Pramení ve Skalistých horách a na horním toku protéká kaňony, které jsou hluboké až 360 m, a překonává vodopády. Na středním a dolním toku má charakter klidné rovinné řeky. Ústí zprava do Missouri.

## Vodní stav
Zdrojem vody jsou sněhové a dešťové srážky. Na jaře a v létě dochází k zvýšení průtoku. Průměrný průtok činí 365 m³/s.

## Využití
Na horním toku protéká územím Yellowstonského národního parku. V Montaně se využívá ve velké míře na zavlažování.